# Renato Ruggiero
Renato Ruggiero (Napoli, 9 aprile 1930 – Milano, 4 agosto 2013) è stato un diplomatico e politico italiano, che, dopo aver raggiunto i massimi gradi della carriera diplomatica, è stato direttore generale dell'Organizzazione mondiale del commercio (OMC) e più volte ministro.

## Biografia

### Primi incarichi
Nato a Napoli, dove studia dai gesuiti e si è laureato in giurisprudenza all'Università degli Studi "Federico II" nel 1953, Renato Ruggiero entra in carriera diplomatica nel 1955, ed è subito inviato in Brasile presso il consolato italiano a San Paolo.
A gennaio 1959 viene assegnato all'ambasciata italiana a Mosca, mentre nel 1962 all'ambasciata italiana a Washington. Nel 1964 rientra in Italia per ricoprire l'incarico di capo-segreteria della Direzione generale per gli affari politici del Ministero degli affari esteri; nel 1966 è consigliere presso l'ambasciata di Belgrado.

### Carriera diplomatica

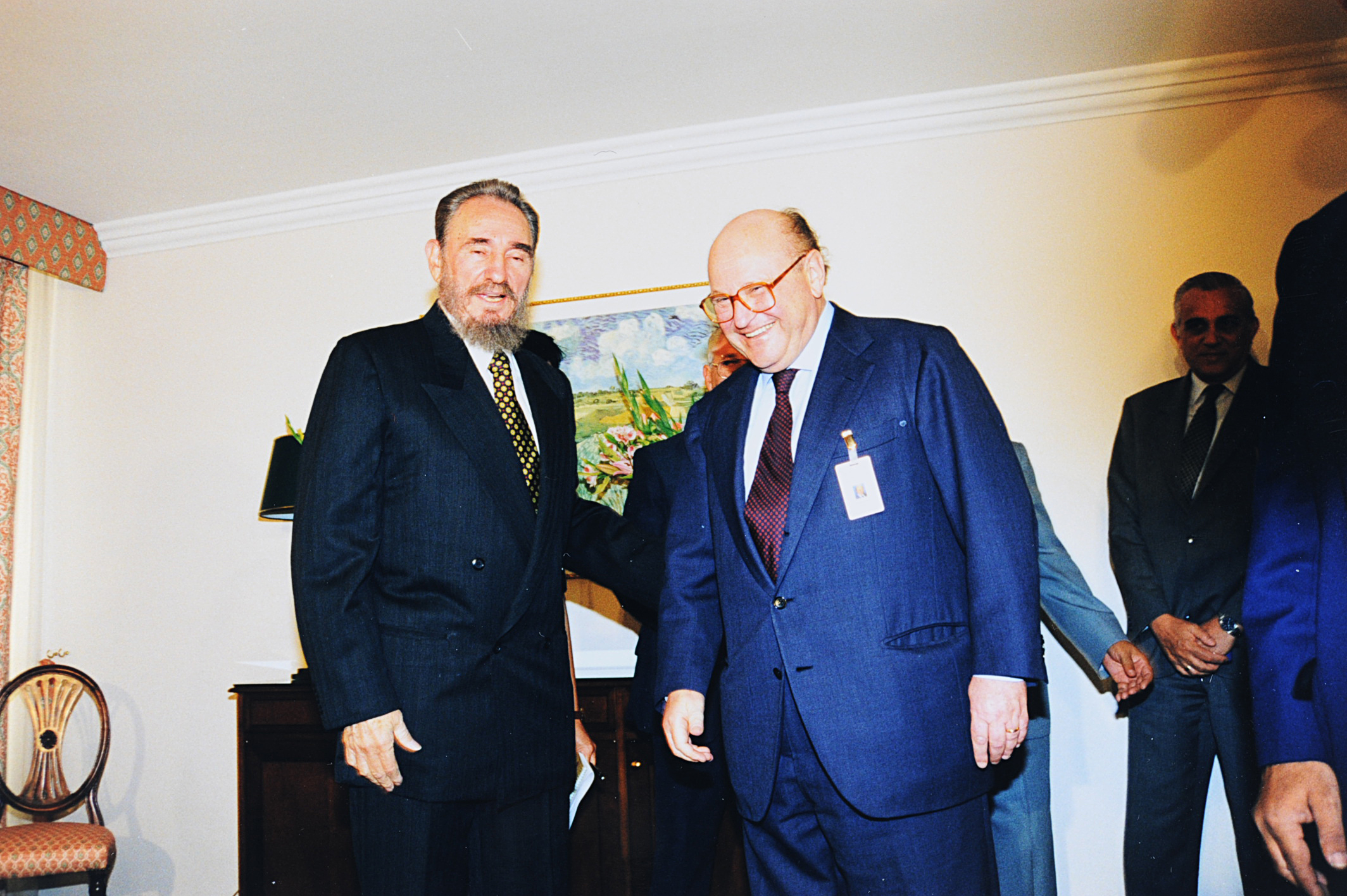
Ruggiero col presidente del Consiglio di Stato e dei ministri di Cuba Fidel Castro a Ginevra nel 1988

Nel 1969, Ruggiero è inviato a Bruxelles alla rappresentanza italiana permanente presso la Comunità europea. A luglio 1970 è capo di gabinetto del presidente della Commissione europea Franco Maria Malfatti. In questo ruolo, partecipa ai negoziati che portano all'ingresso nella CEE di Gran Bretagna, Danimarca e Irlanda. Dopo le dimissioni di Malfatti a giugno del 1972, Ruggiero resta per un breve periodo alla presidenza della Commissione CEE come consigliere politico del nuovo presidente Sicco Leendert Mansholt, per essere poi incaricato della direzione generale per la politica regionale della Commissione europea (1973-77). Nel 1977 diviene portavoce del successivo presidente della Commissione europea Roy Jenkins, che assiste nei negoziati per il lancio del sistema monetario europeo.
Tra il 1978 e il 1980, Ruggiero rientra a Roma ed è consigliere diplomatico del presidente del Consiglio Giulio Andreotti e capo di gabinetto di due ministri degli affari esteri (Arnaldo Forlani e Franco Maria Malfatti); in tali vesti è tra i negoziatori dell'entrata dell'Italia nel sistema monetario europeo e si occupa anche di situazioni critiche quali la crisi di Sigonella.
Nel 1980 Ruggiero ottiene il grado di ambasciatore ed è nuovamente inviato a Bruxelles come rappresentante permanente dell'Italia presso la Comunità europea, sino al 1984. In seguito rientra in Italia, come direttore generale per gli affari economici della Farnesina (1984-1985) e, per due anni, dal 1985 al 1987, è segretario generale del Ministero degli esteri, la più alta carica della diplomazia italiana.

### Carriera politica

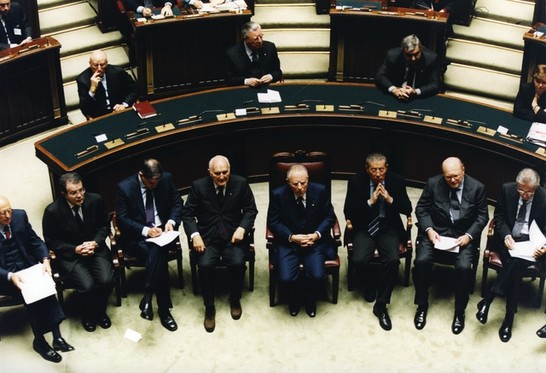
Ruggiero all'iniziativa "Avvenire per l'Europa" nel 2001 con (da sinistra) Giorgio Napolitano, Romano Prodi, Rocco Buttiglione, Oscar Luigi Scalfaro, Carlo Azeglio Ciampi, Cesare Ruperto, Mario Monti

Dopo le elezioni politiche del 1987, Ruggiero entra in politica, venendo nominato in seguito alla nascita del governo Goria ministro del commercio con l'estero in quota PSI (con cui ebbe un rapporto di stima e fiducia col suo leader Bettino Craxi), incarico che mantiene nei successivi governi De Mita e Andreotti VI fino al 13 aprile 1991.
Tra il 1991 e il 1995 è stato responsabile delle relazioni internazionali del gruppo FIAT, e riveste vari incarichi dirigenziali e di consulenza presso società italiane ed europee.
Nel 1995 viene eletto direttore generale del WTO, con sede a Ginevra, carica che terrà sino al 1999; durante tale periodo promuove la liberalizzazione su scala mondiale delle telecomunicazioni, delle tecnologie informatiche e dei servizi finanziari. In seguito è nominato presidente dell'Eni e (a settembre 1999) vicepresidente internazionale e presidente per l'Italia di Schroder Salomon Smith Barney.
Con la formazione del secondo governo presieduto da Silvio Berlusconi, Ruggiero viene proposto da Berlusconi a ricoprire la carica di ministro degli affari esteri, giurando l'11 giugno 2001 nelle mani del presidente della Repubblica Carlo Azeglio Ciampi. Tale nomina sorprende favorevolmente gli ambienti politici, sia per l'indiscusso prestigio del neo-ministro, sia per la sua sostanziale indipendenza dai partiti politici. Ma dopo appena sei mesi, Ruggiero rassegna le dimissioni per l'incompatibilità della sua politica europeista e liberista con il localismo della Lega Nord, alleato di governo.
Negli anni successivi ha lavorato nel sistema bancario: in Svizzera come presidente di Citigroup e vicepresidente della Citigroup European Investment Bank; in Italia come presidente del comitato consultivo internazionale di UniCredit.
Tra il 2006 e il 2008 Ruggiero ha ricoperto l'incarico di consigliere per la Costituzione europea del presidente del Consiglio Romano Prodi.
È morto il 4 agosto 2013, all'età di 83 anni.